# Fernanda Keller
Fernanda Keller (Niterói, 4 oktober 1963) is een Braziliaanse triatlete. Ze is zesvoudig Braziliaans kampioen triatlon. Ook nam ze veelvuldig deel aan de Ironman Hawaï en behaalde hierbij zesmaal een derde plaats. 

## Belangrijkste prestaties

### Palmares
- 1989: 37e WK olympisch afstand - 2:26.46
- 1989: 4e Ironman Hawaï - 9:38.33
- 1990: 9e Ironman Hawaï - 10:16.44
- 1992: 7e Ironman Hawaï - 9:39.02
- 1993: 7e Ironman Hawaï - 9:33.28
- 1994:  Ironman Hawaï - 9:43.30
- 1995:  Ironman Hawaï - 9:37.48
- 1995: 16e WK olympische afstand in Cancún - 2:09.15
- 1996: 6e Ironman Hawaï - 9:28.22
- 1997:  Ironman Hawaï - 9:50.02
- 1998:  Ironman Brasil - 9:27.33
- 1998:  Ironman Hawaï - 9:28.29
- 1999:  Ironman Hawaï - 9:24.30
- 2000:  Ironman Hawaï - 9:31.29
- 2000:  Ironman Brasil - 9:47.14
- 2000:  Ironman Australia - 9:29.26
- 2001:  Ironman Brasil - 9:14.12,6
- 2001: 6e Ironman Hawaï - 9:51.20
- 2002:  Ironman Brasil - 9:37.29,2
- 2002: 5e Ironman Hawaï - 9:31.38
- 2003: 4e Half Vineman Triathlon - 4:35.29
- 2003:  Ironman Brazil - 9:34.56
- 2003: 11e Ironman Hawaï - 9:47.39
- 2004:  Ironman Brasil - 9:26.05
- 2004: 6e Half Ironman South Africa - 4:48.42
- 2004: 4e Ironman Austria - 9:25.38
- 2004: 8e Ironman Hawaï - 10:10.49
- 2005:  Ironman Brasil - 9:39.46
- 2005: 34e Ironman Hawaï - 10:10.30
- 2005: 1/2 Ironman Californië - 5:01.38
- 2006: 7e Ironman Austria - 9:50.17
- 2006: 5e Ironman Brasil - 9:51.38
- 2006: 17e Ironman Hawaï - 9:50.35
- 2007:  Ironman 70.3 Brasil
- 2007: 4e Ironman Brasil - 9:29.29
- 2007: 44e Ironman Hawaï - 10:25.03
- 2008:  Ironman Brasil - 9:42.50
- 2008: 9e Ironman 70.3 St. Croix
- 2008: 69e Ironman Hawaï - 10:43.16
- 2009: 16e Ironman 70.3 St. Croix - 5:22.52
- 2009: 5e Ironman Brasil - 9:54.11
- 2009: 5e Ironman Louisville - 10:00.22
- 2009: 60e Ironman Hawaï - 10:37.44